# Air Force (film)
Pour les articles homonymes, voir Air Force.
Pour plus de détails, voir Fiche technique et Distribution.
Air Force est un film américain réalisé par Howard Hawks, sorti en 1943. Il relate l'histoire de l'équipage du Boeing B-17 Flying Fortress Mary'Ann au début de la guerre du Pacifique de la Seconde Guerre mondiale.
Sorti pendant la guerre, c'est un des premiers films patriotiques destinés à soutenir l'effort de guerre.

## Synopsis
L'escadrille d'un B-17 non armée arrive sur l'aéroport de Hickam Field pendant l'attaque de Pearl Harbor par les Japonais.
Les opérateurs radar américains avaient bien détecté les avions japonais en approche, mais avaient cru que c'était le vol de B-17 attendus.
Le B-17 Mary Ann, cette fois-ci armé, poursuit seul son périple en direction de l'atoll de Wake et de la base aérienne Clark près de Manille aux Philippines, pendant les attaques des Japonais et quelques heures avant qu'ils ne s'en emparent. C'est l'occasion de montrer les soldats américains courageux et déterminés, bien que sachant que leur situation est sans espoir.

## Fiche technique
- Titre : Air Force
- Réalisation : Howard Hawks
- Scénario : Dudley Nichols ; Arthur T. Horman (collaboration)
- Musique : Franz Waxman
- Photographie : James Wong Howe, Elmer Dyer et Charles Marshall pour les séquences aériennes
- Montage : George Amy
- Décors : Walter F. Tilford[1]
- Assistant réalisateur : Jack Sullivan (en)
- Directeur artistique : John Hughes[2]
- Conseiller technique : Paul Mantz
- Costumes féminins : Milo Anderson
- Production : Hal B. Wallis, Jack Warner (executive producer)
- Société de production : Warner Bros.
- Pays de production :  États-Unis
- Format : Noir et blanc - 35 mm - 1,37:1
- Genre : Action, drame, historique et guerre
- Durée : 124 minutes
- Dates de sortie : 
  - États-Unis : 3 février 1943
  - France : 7 février 1945
- Affiche : Jacques Bonneaud (France)

## Distribution
- John Ridgely : Capitaine Michael A. Quincannon, pilote
- Gig Young : Lieutenant Xavier W. Williams, copilote
- Arthur Kennedy : Lieutenant T.C. McMartin, bombardier
- Charles Drake : Lieutenant M.W. Hauser, navigateur
- Harry Carey : Sergent R.L. White, chef d'équipage
- George Tobias : Caporal B.B. Weinberg, assistant Chef d'équipage
- Ward Wood (en) : Caporal Gus Peterson, opérateur radio
- Ray Montgomery (en) : Soldat H.W. Chester, assistant Opérateur Radio
- John Garfield : Sergent John B. Winocki, mitrailleur
- James Brown : Lieutenant T.A. Rader, pilote de chasse, passager du B-17
- Stanley Ridges : Major Mallory de la base aérienne Clark.
- Willard Robertson : Colonel à Hickam Field
- Moroni Olsen : Colonel Blake, officier commandant à Manille
- Edward Brophy : Sergent des Marines J.J. Callahan
- Richard Lane : Major W.G. Roberts
- Faye Emerson : Susan McMartin, la sœur de Tommy
- Addison Richards : Major Daniels
- James Flavin : Major A.M. Bagley
- Bill Crago : Pilote P.T. Moran à Manille

Et, parmi les acteurs non crédités :
- Murray Alper : Caporal Butch
- Theodore von Eltz : Premier lieutenant
- Ruth Ford : Une infirmière
- Walter Sande : Joe, mécanicien à la base aérienne Clark.

L'acteur John Garfield, qui allait être accusé de communisme pendant la guerre froide, incarne ici un « mauvais sujet » révolté par l'armée, et qui est touché par la grâce patriotique, face à la perfidie des Japonais.

## Production
Le tournage s'est déroulé sur une période courte, du 18/6 au 26/10/1942.
Les avions qui apparaissent sont :
- Dix Boeing B-17C/D de la base de Hendrick Field, Sebring, Floride.
- Des chasseurs Bell P-39 Airacobras, Curtiss P-40 Warhawks de la base de Drew Field.
- Des chasseurs North American T-6 et P-43A Lancers de la base de Drew Field, maquillés en chasseurs japonais. Au moment du tournage en 1943 il n'y avait pas assez d'avions japonais capturés pour figurer dans le film.
- Six B-26C Marauder de la base de McDill Field, Tampa, Floride, peints en tant que bombardiers japonais.

Le Mary-Ann a été perdu, peu après la fin du tournage.

## Précisions historiques
Pour des raisons patriotiques, le film comporte des scènes de propagande anti-japonaise. Il fait état de francs-tireurs japonais pendant l'attaque de Pearl Harbor, ainsi que de camions civils lancés contre les avions américains stationnés. Or les enquêtes ultérieures montrèrent qu'il n'y a eu aucun sabotage ni attaque causé par les civils d'origine japonaise.

## Commentaire

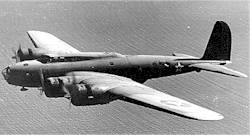
Un B-17C du type de ceux du film

Dans son souci de propagande, le film montre dans sa dernière partie une escadre hétéroclite d'avions américains qui massacre une flotte japonaise incluant des gros bâtiments et des porte-avions. Cette attaque est irréaliste, car elle met en œuvre à la fois des B-17, des chasseurs (bien inefficaces contre des navires de ligne) et des torpilleurs. C'est une vision très amplifiée de la bataille de la mer de Corail, mais dans la réalité, seules les attaques par des avions embarqués ont été efficaces. Lors de la bataille de Midway, une attaque par une escadrille de B-17 a été infructueuse. Les B-17 ont été efficaces surtout contre des objectifs à terre.
Les batailles navales ont été filmées avec des maquettes de grande dimension. Quelques morceaux d'actualités sont insérés. Notamment une séquence très célèbre d'un navire de ligne qui chavire et dont on voit des membres d'équipage courir sur la coque renversée. Mais il s'agit en fait du cuirassé austro-hongrois SMS Szent István torpillé par des vedettes italiennes devant Premuda le 10 juin 1918.
De nombreuses séquences à terre ou en l'air montrent une escadrille de B-17C. Ils sont reconnaissables à l'attache de la queue plus fine que celle des modèles ultérieurs F et G.
Les atterrissages ou décollages sur les bases incendiées ou pendant une attaque japonaise sont réalisés avec une maquette de B-17. Par contre, vers la fin du film, on voit une séquence réelle d'amerrissage d'un B-17. À signaler une petite erreur dans la décoration des B-17, qui arborent, dès décembre 1941, l'étoile blanche. En réalité, et jusqu'au printemps de 1942, les avions militaires américains arboraient un cercle rouge dans le centre de l'étoile blanche.

## Accueil
La critique et le public ont apprécié ce film qui faisait écho à la traitrise de l'attaque de Pearl Harbor. Aujourd'hui, l'aspect propagande apparaît clairement, mais il reste un grand film de guerre.
C'était un des premiers grands films de Howard Hawks. Le film a été un des plus grands succès commerciaux de 1943.
George Amy a remporté pour ce film l'Oscar du meilleur montage 1944. Le film avait aussi reçu plusieurs nominations.